# Theodoxus valentinus
Theodoxus valentinus is een slakkensoort uit de familie van de Neritidae. De wetenschappelijke naam van de soort is voor het eerst geldig gepubliceerd in 1846 door Graells.